# Тюріський район
Тю́ріський район (ест. Türi rajoon, рос. Тюриский район) — адміністративно-територіальна одиниця Естонської РСР з 26 вересня 1950 до 24 січня 1959 року.

## Географічні дані
Площа району станом на 1955 рік — 909,1 км2.
Адміністративний центр — місто Тюрі.

## Історія
26 вересня 1950 року в процесі скасування в Естонській РСР повітового та волосного адміністративного поділу утворений Тюріський сільський район, який безпосередньо підпорядковувався республіканським органам. До складу новоутвореного району ввійшли місто Тюрі як адміністративний центр та 12 сільських рад: Гійекиннуська, Йиекюласька, Кірнаська, Колуська, Кяруська, Лаупаська, Мяоська, Ойзуська, Оллепаська, Пійометсаська, Тюріська, Віллевереська.
Після прийняття 3 травня 1952 року рішення про поділ Естонської РСР на три області Тюріський район включений до складу Талліннської області. Проте вже 28 квітня 1953 року області в Естонській РСР були скасовані і в республіці знов повернулися до республіканського підпорядкування районів.
20 березня 1954 року відбулася зміна кордонів між районами Естонської РСР, зокрема Тюріський район отримав 6,64 га від Сууре-Яаніського району і передав 1090,93 га іншим районам.
| Район           | Площа, га |
| --------------- | --------- |
| Вяндраський     | 713,02    |
| Сууре-Яаніський | 103,54    |
| Пилтсамааський  | 27,72     |
| Пайдеський      | 72,23     |
| Рапласький      | 174,42    |

17 червня 1954 року розпочато в Естонській РСР укрупнення сільських рад, після чого в Тюріському районі замість 12 залишилися 6 сільрад: Кяруська, Лаупаська, Леллеська, Ойзуська, Оллепаська та Тюріська.
24 січня 1959 року Тюріський район ліквідований, а його територія поділена між районами:
- Пайдеський район — місто Тюрі та Лаупаська, Ойзуська й Тюріська сільські ради;
- Рапласький район — Кяруська та Леллеська сільські ради;
- Пилтсамааський район — Оллепаська сільська рада.

## Адміністративні одиниці
| Сільрада      | 1950 | 1954 | 1954 | 1959 |
| ------------- | ---- | ---- | ---- | ---- |
| Віллевереська |      |      |      |      |
|               |      |      |      |      |
|               |      |      |      |      |
| Гійекиннуська |      |      |      |      |
|               |      |      |      |      |
|               |      |      |      |      |
| Йиекюласька   |      |      |      |      |
|               |      |      |      |      |
|               |      |      |      |      |
| Кірнаська     |      |      |      |      |
|               |      |      |      |      |
|               |      |      |      |      |
| Колуська      |      |      |      |      |
|               |      |      |      |      |
|               |      |      |      |      |
| Кяруська      |      |      |      |      |
|               |      |      |      |      |
|               |      |      |      |      |
| Лаупаська     |      |      |      |      |
|               |      |      |      |      |
|               |      |      |      |      |

| Сільрада      | 1950 | 1954 | 1954 | 1959 |
| ------------- | ---- | ---- | ---- | ---- |
| Леллеська     |      |      |      |      |
|               |      |      |      |      |
|               |      |      |      |      |
| Мяоська       |      |      |      |      |
|               |      |      |      |      |
|               |      |      |      |      |
| Ойзуська      |      |      |      |      |
|               |      |      |      |      |
|               |      |      |      |      |
| Оллепаська    |      |      |      |      |
|               |      |      |      |      |
|               |      |      |      |      |
| Пійометсаська |      |      |      |      |
|               |      |      |      |      |
|               |      |      |      |      |
| Тюріська      |      |      |      |      |
|               |      |      |      |      |
|               |      |      |      |      |

## Керівництво району
Перші секретари районного комітету КПЕ
- 1952—1959 Аґо Вернерович Мадік (Ago Verneri p. Madik)[10]

## Друкований орган
9 січня 1951 року тричі на тиждень почала виходити газета «Leek» («Леек», «Полум'я»), друкований орган Тюріського районного комітету комуністичної партії Естонії та Тюріської районної ради депутатів трудящих. Останній номер вийшов 31 січня 1959 року.